# Cixerri
Cixerri – rzeka położona we Włoszech na południu Sardynii.
Źródła rzeki znajdują się w górach Croccoriga. Uchodzi do Zatoki Cagliari, będącej częścią Morza Tyrreńskiego, w pobliżu miasta Cagliari. W dolnym brzegu rzeki został utworzony zbiornik retencyjny Lago Del Cixerri. Rzeka ma długość 41 km.